# Raimundo I de Trencavel

Escudo de Armas da Casa de Trencavel

Raimundo I de Trencavel ( ? - 1167) foi visconde de Carcassona e de Béziers entre 1129 e 1167, de Agde de 1129 a 1150 e de Albi de 1150 até 1167, foi senhor da Casa de Trencavel.

## Relações familiares
Foi filho de Bernardo Atão IV Trencavel, visconde de Agde, de Albi, de Béziers, de Carcassona e de Nîmes. Casou com uma senhora de nome Adelaide cujo nome de família se desconhece e de quem teve:  
1. Cecília de Trencavel, casou em 1151 com Rogério Bernardo I de Foix ( ? - 1188), conde de Foix.
2. Beatriz de Trencavel (1155 - 1194), casou em 1175 com Raimundo VI de Toulouse (27 de Outubro de 1156 - 2 de Agosto de 1222), que a repudiou em 1193, e era filho de Raimundo V de Toulouse (1134 - 1194) e de Constança, princesa de França ou Constança Capeta (c. 1124 - 11 de Outubro de 1176), princesa de França, filha do rei Luís VI de França.
3. Adelaide de Trencavel, casou com Sicardo de Lautrec.

Fora do casamento com Adelaide teve:  
1. Rogério II de Trencavel ( ? - 1194), visconde de Béziers.
2. Raimundo de Trencavel, que morreu jovem.